# Humphreys Biplane

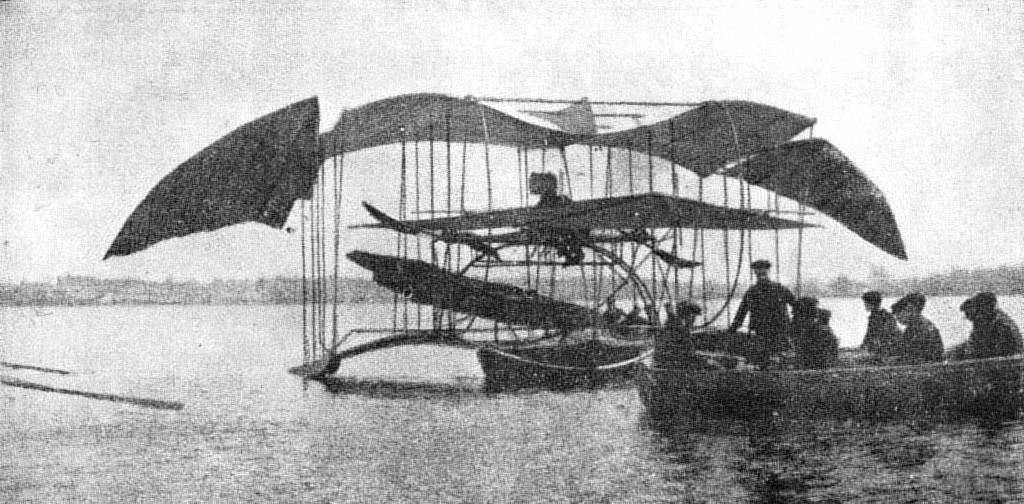
„Dwupłatowiec Humphreysa”

Humphreys Biplane – nieudana łódź latająca zaprojektowana i zbudowana przez brytyjskiego dentystę Jacka Humphreysa w latach 1908-09.  Samolot Humphreysa był jedną z pierwszych łodzi latających na świecie i być może pierwszym samolotem amfibijnym (przeznaczonym do startu i lądowania z ziemi i wody).  Konstrukcja okazała się nieudana i nigdy nie odbyła żadnego lotu.

## Tło historyczne
Brytyjski pionier awiacji Jack Edmund Humphreys, który z zawody był dentystą, a z racji jego niezwykłych jak na ówczesne czasy zainteresowań znany jako „The Mad Dentist” (dosłownie: Szalony Dentysta) interesował się konstrukcją statków powietrznych przynajmniej od 1902 kiedy to zbudował swój pierwszy szybowiec.  Łącznie zbudował trzy szybowce na których odbywał loty w okolicach Fowey – najdłuższe z nich miały około pół mili długości(ok. 800 m).  Humphreys bazował ówczesne i późniejsze konstrukcje na obserwacjach lotów ptaków, a skrzydła jego statków powietrznych modelowane były na kształtach skrzydeł ptaków.  Jesienią 1908 w szopie należącej do stoczni rzecznej Forrest's Boatyard w Wivenhoe Humphreys rozpoczął pracę nad jego pierwszym samolotem który ukończył na początku 1909.

## Opis konstrukcji
Humphreys Biplane (dosłownie Dwupłatowiec Humphreysa, znany także jako Humphreys Waterplane i Wivenhoe Flyer) był jednosilnikowym dwupłatowcem o konstrukcji głównie drewnianej.  Chłodzony powietrzem 8-cylindrowy silnik JAP o mocy 35 KM napędzał dwa śmigła przeciwbieżne w konfiguracji pchającej.  Stalowe śmigła miały 8 stóp średnicy (2,43 m) i obracały się z prędkością 400 obrotów na minutę.
Skrzydła samolotu miały bardzo zakrzywiony, „ptasi” kształt z dużymi, trójkątnymi lotkami na ich końcach.  Ogon samolotu miał także kształt trójkątny.
Skrzydła samolotu przyczepione były do kadłuba samolotu który spełniał także rolę głównego pływaka z dwoma mniejszymi pływakami na końcach dolnych skrzydeł.  Samolot miał także składane, czterokołowe podwozie które najprawdopodobniej nie było używane w czasie prób statu na wodzie ale być może planowano jego użycie na lądzie, według ówczesnych przekazów samolot miał być „zdolny do unoszenia się i lądowania zarówno z wody jak i lądu”.
Konstrukcja kadłuba wykonana była ze stalowych rur, skrzydła, ogon i wsporniki oraz zastrzały były drewniane.  Skrzydła była pokryte cienką blachą aluminiową, inne powierzchnie były kryte płótnem.
Samolot liczył około 45 stóp długości (13,7 m), długość kadłuba wynosiła 12 stóp i sześć cali, a jego szerokość 8 stóp (3,81 x 2,43 m).  Rozpiętość skrzydeł wynosiła około 38 stóp, a ich szerokość do 13 stóp (11,58 x 3,96 m), dokładna powierzchnia skrzydeł nie jest znana ale szacuje się ją na 650 stóp kwadratowych (60,38 m²).  Masa własna maszyny wynosiła w przybliżeniu 1650 funtów (ok. 750 kg).

## Historia

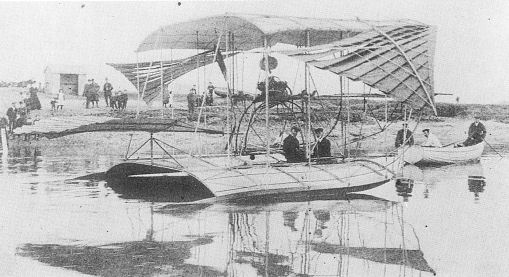
Samolot Humphreysa na wodzie

Samolot został ukończy na początku 1909.  W kwietniu 1909 w Londynie odbył się pierwszy pokaz lotniczy Olympia Air Show, Humphreys planował przedstawić tam swoją maszynę ale nie zmieściła się w drzwiach do sali Olympia i nie wzięła ona udziału w wystawie.
Pierwsze próby wzbicia się samolotu w powietrze miały miejsce 3 kwietnia 1909 na rzece Colne w Rowhedge, ale w wyniku nieszczęśliwego wypadku samolot zatonął po opuszczeniu go na wodę.
Maszyna Humphreysa została wydobyta z wody i naprawiona ale późniejsze, wielokrotnie ponawiane próby startu także okazały się nieudane.  Samolot jedynie pływał po powierzchni wody z prędkością kilkunastu węzłów.  Najbardziej prawdopodobną przyczyną niepowodzenia samolotu był zbyt duży opór jaki stawiał w wodzie jego kadłub.
Dwupłatowiec Humphreys uważany jest za pierwszą brytyjską łódź latającą i być może za pierwszą na świecie.  Już wcześniej powstały inne brytyjskie wodnosamoloty (np. Rawson-Barton Hydra-aeroplane) ale maszyna Humphreysa była pierwszą która może być uznana za łódź latająca, czyli samolot którego główny kadłub pływa bezpośrednio po wodzie.